# 스위스 중앙 철도
스위스 중앙 철도(Schweizerische Centralbahn, SCB 또는 SCB)는 스위스의 5대 사설 철도 회사 중 하나이다. 트랙 길이가 332km인 SCB는 1902년 스위스 연방 철도(SBB)에 통합되었다.

## 역사
바젤에 기반을 둔 SCB는 1853년 2월 4일 요한 야콥 슈파이저, 아킬레스 비쇼프와 카를 가이기에 의해 설립되었다. 주식은 주로 파리 은행이 소유했다. 그러나 바젤 은행과 바젤-슈타트와 바젤-란트샤프트의 주도 관련되었다. 스위스 프랑으로 3,600만 스위스 프랑(CHF)의 주식과 1,200만 스위스 프랑(CHF)의 채권을 발행하려고 계획했다. 그러나 파리 증권 거래소에 대한 투기는 가격이 급격히 떨어졌다. 따라서 SCB 주식의 가치는 CHF 500에서 200으로 떨어졌고 자본금은 최종적으로 CHF 1450만에 달했다. 루체른과 베른주 베른 지자체는 총 600만 스위스 프랑에 달하는 주식과 보조금을 매입하여 회사를 구출했다.
SCB의 주요 목표는 올텐을 중심으로 십자가 형태의 철도 네트워크를 건설하는 것이었다. 그 의도는 투르기를 경유하여 라인강 바덴 강변의 발트슈트에서 바젤까지 노선을 건설하려는 취리히의 이익을 막는 것이었다. 졸로투른주는 처음에 올텐에게 하우엔슈타인 계통에 대한 양보를 허용하기를 원했다. 헤르초겐부히제에서 졸로투른까지의 지선 대신 올텐- 졸로투른 - 빌/비엔 직행 노선을 건설하고 싶었다.
아르가우의 철도 노선에 대한 양보 문제는 이 주에서 바젤과 취리히의 이익 사이에 싸움이 있었기 때문에 논쟁의 여지가 있었다. 취리히와 뇌샤텔은 SCB와 경쟁하면서 레베리에레를 통해 프랑스로 연결되는 링크를 계획했다. 바젤-란샤프트(바젤-란트샤프트) 주는 뵈츠베르크 철도에 대한 양보를 거부했고, 이로 인해 아르가우(아르가우)에서 상당한 불일치가 발생했다. 그럼에도 불구하고 SCB는 마침내 올텐- 무르겐탈 및 아르부르크 - 초핑엔 구간에 대한 양보를 받았다. 아라우에서 뵈슈나우 근처의 주 경계까지의 구간은 반면에 북동부 철도(Nordostbahn; NOB)에 주어졌다.
이 노선은 최대 2.6%의 기울기로 시자흐와 올텐 사이의 쥐라 강을 건너 로펠 핑겐에서 당시 스위스에서 가장 긴 터널인 트림바흐까지 2.5km 길이의 하우엔 슈타인 터널을 통과했다. 비용 초과와 1년 이상의 건설 지연으로 SCB는 파산 위기에 놓였다. 1857년 연방 정부의 투자 지원 CHF 400만과 바젤 및 슈투트가르트 은행의 CHF 1200만 채권이 추가 자금을 확보했다.
SCB는 바젤에서 리스탈과 올텐을 거쳐 베른, 아라우, 툰, 빌/비엔 및 루체른까지 노선을 건설할 수 있었다. 1858년 샨첸 터널이 건설된 후 SCB 네트워크는 아라우의 NOB 네트워크와 연결되었다. 1860년에 SCB의 네트워크는 로잔-프리부르-베른 철도로 베른 근처의 주 경계에서 연결되었고, 스위스 동서 철도로 비엘 호수에서 연결되었다. 같은 해 동부철도(Chemins de fer de l'Est)는 바젤의 네트워크를 중앙 철도와 연결하여 SCB가 국제 철도 네트워크에 직접 연결되도록 했다.
올텐에는 연방 정부가 규정한 철도 선로의 거리 측정의 영점을 기록하는 석조 부조가 있다. 올텐의 출발점에서 SCB는 라인 거리를 시간 단위로 측정했다. 그러나 돌은 SCB에 대해 킬로미터 0을 표시하지 않았다. 1877년에 오래된 스위스 측정이 미터법화되었을 때 중앙 철도는 철도 노선의 거리 지정을 변경했다. 그 이후로 SCB 라인의 미터법 연결은 바젤에서 시작되었다.

### 정비창
SCB는 1855년경에 올텐역에 주정비창을 지었다. 이것은 일반적인 유지보수 작업 외에도 새로운 기관차와 화물 마차를 생산했다. 현대 SBB 정비창은 SCB 정비창에서 나왔다.

### 교통 개발
SCB의 연례 보고서는 네트워크에서 빠르게 증가하는 철도 교통량에 대한 정보를 제공한다. 당시 라인 계곡에서 스위스 고원까지 연결되는 유일한 철도 연결이었던 하우엔슈타인 선의 용량은 불과 몇 년 만에 부적합한 것으로 판명되었다.
SCB는 곡물이나 석탄과 같은 수입품을 스위스에 공급하는 데 매우 중요했다. 그 결과 상품 거래량이 많았고 꾸준히 성장했다. 회사의 재정 상황이 개선됨에 따라 네트워크의 추가 확장이 필요했다.

### 철도 위기
1872년부터 스위스 국철(Schweizerische Nationalbahn, SNB)은 제네바호와 보덴호 사이의 두 번째 철도 연결로 기존 철도 회사와 경쟁을 시도했다. 원래 국철은 아라우에서 올텐을 거쳐 거우를 거쳐 졸로투른과 리스까지 이어지는 노선을 계획했다. NOB와 함께 SCB는 경쟁에 맞서기 위해 새로운 노선을 구축하겠다는 과감한 약속을 했다. 1872년 SCB는 졸로투른주와 함께 거우 철도(거우반; 올텐-졸로투른-리스, 현재는 쥐라 풋 철도), 졸로투른– Biberist 지선과 함께 (현재 졸로투른–랑나우 철도의 일부로 간주됨). 그 대가로 졸로투른은 리에스탈에서 쥐라를 거쳐 졸로투른까지 이어지는 폭포 철도의 건설과 졸로투른에서 베른 근처의 쇤뷜까지 계속 운행할 것을 요구했다. SCB는 또한 리스탈에서 발덴부르크까지 지역 철도를 건설하고 지샤흐-겔터킨덴 트램웨이(Sissach-Gelterkinden-Bahn)에 참여하기로 약속했다.), 건설 비용의 3분의 1 자금을 포함했다. SCB는 1873년에 자본금을 3,750만 스위스 프랑에서 5,000만 스위스 프랑으로 증가시켜 새로운 라인 건설과 기존 네트워크의 일부를 복제하는 자금을 조달했다.
1871년 프랑스-프로이센 전쟁의 결과 알자스-로렌이 독일에 양도 되었을 때, 델레에서 루체른까지 델레몽과 랑엔탈(쥐라-고르트하르트 철도)을 통해 철도 연결을 건설하려는 시도가 있었다. 또한 베른-루체른 철도(BLB)는 랑나우를 경유하여 고트하르트까지 노선을 계획했다. 이러한 이중 경쟁에 맞서기 위해 SCB는 랑엔탈-바우빌 철도 건설을 시작했다. 올텐-베른과 올텐-루체른 노선을 연결하고, 아르부르크를 경유하는 우회로를 상당히 단축시켰을 것이다.
그러나 경제 위기로 추가 자금 조달이 어려웠고 건설 프로그램에 상당한 제약이 따랐다. 이미 350만 스위스 프랑이 투자된 폭포 철도와 랑엔탈-바우빌 노선 건설은 포기해야 했다. 배당금 지급을 중단하고 2년 반의 순이익을 중단된 라인의 건설 비용을 상각하는 데 사용했다. 1881년에 실현되지 않은 폭포 철도는 SCB에 CHF 125,000의 보증금을 지불하고 그 양보를 위해 지불했다. 발덴부르크 철도 건설은 특별한 사업에 맡겨졌다.
SCB는 NOB와의 합작 투자로 더 많은 성공을 거두었다. SCB는 NOB와 함께 1871년부터 1875년까지 프라탈른에서 브루크 AG까지의 뵈츠베르크 철도와 중앙 철도가 운영하는 루퍼스빌에서 볼렌을 거쳐 이멘제까지 고트하르트 철도를 연결하는 아르가우 남부 철도를 건설했다. 이 두 노선의 개통으로 하우엔슈타인 노선의 교통량이 감소했다.
바젤 연결선 건설 도 이 시기에 이루어졌다. 고타드 철도 건설 및 운영에 관한 조약에서 스위스는 라인강을 가로질러 철도로 바덴 철도와 네트워크를 연결하기로 약속했다. 바젤 연결 노선은 SCB가 바덴주 철도 대공국과 함께 건설하여 1873년 11월 3일에 개통되었다. 1년 전 생루트비크의 프랑스 국경에서 중앙역까지 스트라스부르 - 바젤 철도 구간이 연방 법령에 따라 동부철도에서 SCB로 이전되었다. 잘리넨반(소금 철도) 프라텔른에서 Schweizerhalle의 스위스 소금 공장까지가 1872년 10월 28일에 개통되었다.

### 회복과 내셔널리즘
고타드 철도의 개통은 1882년부터 SCB에 강력한 활력을 불어넣었다. 여객과 화물 운송 모두 강력하고 영구적으로 증가했다. SCB는 수익성이 높은 뵈츠베르크 철도의 이익의 절반을 받았다. 또한 초기에 적자를 낸 남부 철도는 1882년부터 풍부한 이윤을 얻었고, 그중 절반은 SCB에 지불했다. 일찍이 1873년에 SCB는 주주들에게 다시 배당금을 지급할 수 있게 되었고, 이는 1898년과 1900년 사이에 주식 자본 가치의 9% 이상에 이르렀다. 국유화 직전 주주들에게 이러한 높은 배당금은 모든 곳에서 승인을 얻지 못했다.
철도 위기로 인해 많은 국내 주주들이 자신의 주식을 국내외 은행에 매각했다. 철도 주식은 주식 시장에서 투기의 중요한 역할을 했다. 새로운 대다수의 외국인 주주는 단기 이익 극대화를 회사의 주요 우선순위로 생각했다. 1887년과 1896년에 경영진은 은행에 더 익숙한 사장으로 교체되었다.
1898년 5월 30일, 스위스 중앙 철도에 고용된 한 무리의 선로 노동자들이 루체른 근처의 구취 터널 남쪽 출구에서 북동부 철도의 여객 열차에 치였다. 철도 노동자 7명이 즉시 사망하고 4명이 중상을 입었다. 1899년 6월 4일, NOB의 취리히- 제네바 야간 특급이 아라우의 지정된 정차 지점을 지나 두 대의 중앙 철도 기관차와 충돌했다. 이 사고로 2명이 사망하고 3명이 중상을 입었다.
1891년에 은행 컨소시엄은 연방 정부에 SCB 주식 대부분을 제공했다. 이 정책은 SCB에 큰 영향을 미쳤을 것이다. 그러나 고비용 때문에 구매를 금지하기 위해 국민투표가 부결되었고, 유권자들에 의해 부결되었다. SCB의 국유화는 환매법이 채택된 1898년에야 결정되었다. 중앙 철도는 1902년에 연방의 소유가 되었고, 스위스 연방 철도의 일부가 되었다.

### 내용주
1. ↑  now Basel SBB
2. ↑  With the opening of the new Solothurn station, the existing station was renamed Alt (old) Solothur. It is now called Solothurn West.

### 참고자료
- Bärtschi, Hans-Peter (2013년 2월 25일). 〈Schweizerische Centralbahn (SCB)〉. 《Historisches Lexikon der Schweiz》 (독일어). 2019년 2월 4일에 확인함.
- Dietler (1923). 〈Schweizerische Zentralbahn〉. 《Röll: Enzyklopädie des Eisenbahnwesens》 (독일어). 2019년 2월 4일에 확인함.
- Frey, Thomas; Schiedt, Hans-Ulrich. 〈Schweizerische Centralbahn〉. 《bahndaten.ch. Daten zu den Schweizer Eisenbahnen 1847–1920》 (독일어). ViaStoria. 2019년 2월 4일에 확인함.
- Weissenbach, Plazid (1913). 《Das Eisenbahnwesen der Schweiz. Erster Teil. Geschichte des Eisenbahnwesens》 (PDF 14.8 MB) (독일어). 2019년 2월 4일에 확인함.